# Petra Gelbart
Petra Gelbart (geboren 1978 in Ústí nad Labem) ist eine aus Tschechien stammende Pädagogin, Musikwissenschaftlerin und Menschenrechtsaktivistin, die sich für die Rechte von Roma einsetzt. Sie war Kuratorin der RomArchive für den Archivbereich Musik. Weiterhin ist sie Mitbegründerin der Initiative for Romani Music an der New York University und der Organisation Families of Roma and Sinti Holocaust Victims.

## Leben und Werk
Petra Gelbart ist Enkelin Überlebender des Porajmos. Sie lernte Sprache und Musik der Roma in der Familie. Im Alter von zehn Jahren zog sie mit ihrer Familie in die USA. Petra Gelbart studierte Musikwissenschaft in Berkeley an der University of California. Sie promovierte 2010 in Musikwissenschaft und Musikethnologie an der Harvard University, 2016 erlangte sie einen Master in Musiktherapie von der Molloy University.
Gelbarts Forschungsschwerpunkte liegen in den Bereichen interethnische Kommunikation, Psychologie der Musik, Holocaust und institutionelle Ethnographie. Sie lehrt Musik der Roma in Theorie, Praxis und im kulturellen Kontext an Hochschulen. Darüber hinaus ist sie als Musiktherapeutin tätig. Als Kuratorin des RomArchive für Musik der Roma hat sie bestehende Stereotypen über die Musik der Sinti und Roma zu hinterfragen und die gesamte Bandbreite der musikalischen Ausdrucksweisen dieser Musikformen aufzuzeigen. Ebenso ist es ihr wichtig, Gemeinsamkeiten von Roma und Nicht-Roma aufzuzeigen; sie beschreibt dies mit dem Begriff 'Gadjology'.
Als Musikerin ist Petra Gelbart Mitgründerin der Band Via Romen, in der sie als Sängerin und Akkordeonspielerin auftritt. Auch als Solistin ist Petra Gelbart international aufgetreten.
Petra Gelbart wurde für ihren Einsatz für die Rechte der Roma bedroht und hat auch Alltagsdiskriminierung gegen sich und ihre Familie erlebt.